# أنثروبولوجيا رقمية
الأنثروبولوجيا الرقمية أو علم الإنسان الرقمي هو الدراسة الأنثروبولوجية للعلاقة ما بين البشر وتقنية العصر الرقمي. ما يزال هذا التخصص الدراسي حديثاً، وبالتالي فيحمل مجموعة متنوعة من الأسماء مع مجموعة متنوعة من التأكيدات. وتشمل هذه الأنثروبولوجيا التقنية، الإثنوغرافيا الرقمية، وعلم الإنسان السيبراني، والأنثروبولوجيا الافتراضية.

## التعريف والنطاق
تستخدم التكنولوجيا الرقمية رموزًا ثنائية تبلغ 0 ثانية و 1 ثانية لنقل الرسائل بين الأجهزة. يشير معظم علماء الأنثروبولوجيا الذين يستخدمون عبارة «الأنثروبولوجيا الرقمية» على وجه التحديد إلى تكنولوجيا الإنترنت والإنترنت عامة. إن دراسة علاقة الإنسان بمجموعة واسعة من التكنولوجيا قد تندرج تحت الحقول الفرعية الأخرى للدراسة الأنثروبولوجية، مثل أنثروبولوجيا السايبورغ.
تم تصنيف مجموعة الأنثروبولوجيا الرقمية (DANG) كمجموعة مصالح في الرابطة الأمريكية للأنثروبولوجيا. تتضمن مهمة هذه المجموعة الترويج لاستخدام التكنولوجيا الرقمية كأداة للبحوث الأنثروبولوجية، وتشجيع علماء الأنثروبولوجيا على مشاركة البحوث باستخدام المنصات الرقمية، وتحديد طرق لعلماء الأنثروبولوجيا لدراسة المجتمعات الرقمية.
يمكن أن يكون الفضاء الإلكتروني نفسه بمثابة موقع «ميداني» لعلماء الأنثروبولوجيا، مما يسمح بمراقبة وتحليل وتفسير الظواهر الاجتماعية والثقافية الناشئة في أي مكان تفاعلي.
تقوم المجتمعات الوطنية وعبر الوطنية، المُمكّنة من خلال التكنولوجيا الرقمية، بتأسيس مجموعة من القواعد والممارسات والتقاليد الاجتماعية والتاريخ المخزن والذاكرة الجماعية المرتبطة بها وفترات الهجرة والصراعات الداخلية والخارجية والميزات اللغوية المحتملة اللاشعورية. واللهجات التذكارية القابلة للمقارنة لتلك المجتمعات التقليدية، والمحصورة جغرافيا. يشمل ذلك المجتمعات المختلفة التي بنيت حول برامج حرة ومفتوحة المصدر، ومنصات على الإنترنت مثل 4chan وريديت ومواقعها الفرعية، ومجموعات ذات دوافع سياسية مثل أنونيموس أو ويكيليكس أو حركة احتلوا.
أجرى عدد من علماء الأنثروبولوجيا الأكاديمية دراسات إثنوغرافية تقليدية عن عوالم افتراضية، أبرزها دراسة بوني ناردي لعالم ووركرافت ودراسة توم بيلستورف لسيكند لايف، بينما قامت الأكاديمية غابرييلا كولمان بعمل إثنوغرافي في مجتمع برمجيات دبيان وشبكة هاكتفيزم المجهولة.
يمكن للبحوث الأنثروبولوجية مساعدة المصممين على التكيف وتحسين التكنولوجيا. كما أجرت عالمة الأنثروبولوجيا الأسترالية جينيفيف بيل تجربة بحث واسعة للمستخدم في شركة إنتل، والتي أبلغت الشركة عن مقاربتها لتقنياتها ومستخدميها وسوقها.

## منهجية
يستخدم العديد من علماء الأنثروبولوجيا الرقمية الذين يدرسون المجتمعات عبر الإنترنت الطرق التقليدية للبحث في الأنثروبولوجيا. يشاركون في مجتمعات الإنترنت من أجل التعرف على عاداتهم ووجهات نظرهم العالمية، ويدعمون ملاحظاتهم بمقابلات خاصة، وأبحاث تاريخية، وبيانات كمية. منتجهم هو الاثنوغرافيا، وصفاً نوعياً لخبرتهم والتحليلات.
أجرى علماء الأنثروبولوجيا وعلماء الاجتماع الآخرون أبحاثًا تؤكد على البيانات التي يتم جمعها بواسطة مواقع الويب والخوادم. ومع ذلك، غالبًا ما يواجه الأكاديميون مشكلة في الوصول إلى بيانات المستخدم بنفس الحجم مثل شركات الوسائط الاجتماعية مثل جوجل وفايسبوك وشركات استخراج البيانات مثل Acxiom. عالم الأنثروبولوجيا يشير إلى أن علماء الأنثروبولوجيا الرقمية يتجنبون الاعتماد بشدة على البيانات الضخمة في المقام الأول. يجادل بأن الانثروبولوجيا تتميز دائمًا بقدرتها على سرد الروايات الصغيرة والشخصية الدقيقة التي لا تعكسها البيانات.
من حيث الأسلوب، هناك خلاف حول ما إذا كان من الممكن إجراء بحث حصريًا عبر الإنترنت أو إذا كان البحث سيكتمل فقط عندما تتم دراسة الموضوعات بشكل كلي، عبر الإنترنت وغير متصل بالإنترنت. توم بيلستورف الذي أجرى بحثًا مدته ثلاث سنوات باعتباره تجسيدًا في العالم الافتراضي سيكند لايف، يدافع عن النهج الأول، قائلاً إنه ليس من الممكن فحسب بل من الضروري أيضًا التعامل مع الموضوعات «بمصطلحاتهم الخاصة». جادل آخرون، مثل دانييل ميلر، بأن البحث الإثنوغرافي لا ينبغي أن يستبعد التعلم عن حياة الموضوع خارج الإنترنت.

### التكنولوجيا الرقمية كأداة للأنثروبولوجيا
تقدم جمعية الأنثروبولوجيا الأمريكية دليلاً عبر الإنترنت للطلاب الذين يستخدمون التكنولوجيا الرقمية لتخزين البيانات ومشاركتها. يمكن تحميل البيانات إلى قواعد البيانات الرقمية لتخزينها ومشاركتها وتفسيرها. يمكن أن يساعد برنامج التحليل النصي والرقمي في إنتاج بيانات التعريف، بينما قد يساعد دفتر الشفرات في تنظيم البيانات.

## أخلاق
يُقدّم العمل الميداني عبر الإنترنت تحديات أخلاقية جديدة. وفقًا للمبادئ التوجيهية لأخلاقيات AAA، يجب على علماء الأنثروبولوجيا الذين يبحثون في مجتمع ما التأكد من أن جميع أعضاء هذا المجتمع يعرفون أنهم يدرسون وأن لديهم إمكانية الوصول إلى البيانات التي ينتجها عالم الأنثروبولوجيا. ومع ذلك، فإن تفاعلات العديد من المجتمعات عبر الإنترنت متاحة للجميع للجميع للقراءة، ويمكن الحفاظ عليها عبر الإنترنت لسنوات. يناقش علماء الأنثروبولوجيا الرقمية مدى «الأخلاقية» في مجتمعات الإنترنت والتصفح عبر الأرشيفات العامة.
تؤكد AAA أيضًا أن قدرة علماء الأنثروبولوجيا على جمع البيانات وتخزينها على الإطلاق هي «امتياز»، وعلى الباحثين واجب أخلاقي لتخزين البيانات الرقمية بطريقة مسؤولة. وهذا يعني حماية هوية المشاركين، وتبادل البيانات مع علماء الأنثروبولوجيا الآخرين، وعمل نسخ احتياطية من جميع البيانات.

### قائمة المراجع
- Budka, Philipp and Manfred Kremser. 2004. "CyberAnthropology—Anthropology of CyberCulture", in Contemporary issues in socio-cultural anthropology: Perspectives and research activities from Austria edited by S. Khittel, B. Plankensteiner and M. Six-Hohenbalken, pp. 213–226. Vienna: Loecker.
- Escobar, Arturo. 1994. "Welcome to Cyberia: notes on the anthropology of cyberculture." Current Anthropology 35(3): 211-231.
- Fabian, Johannes. 2002. Virtual archives and ethnographic writing: "Commentary" as a new genre? Current Anthropology 43(5): 775-786.
- Gershon, Ilana. 2010. The Break-up 2.0: Disconnecting over new media. Cornell University Press
- Ginsburg, Faye. 2008. Rethinking the Digital Age. In The Media and Social Theory. Edited by Desmond Hesmondhalgh and Jason Toynbee. New York: Routledge
- Hine, Christine. 2000. Virtual ethnography. London, Thousand Oaks, New Delhi: Sage.
- Horst, Heather and Daniel Miller. 2012. Digital Anthropology. London and New York: Berg
- Kremser, Manfred. 1999. CyberAnthropology und die neuen Räume des Wissens. Mitteilungen der Anthropologischen Gesellschaft in Wien 129: 275-290.
- Ito, Mizuko, Sonja Baumer, Matteo Bittanti, danah boyd, Rachel Cody, Rebecca Herr-Stephenson, Heather A. Horst, Patricia G. Lange, Dilan Mahendran, Katynka Z. Martinez, C.J. Pascoe, Dan Perkel, Laura Robinson, Christo Sims and Lisa Tripp. (2010) Hanging Out, Messing Around, and Geeking Out: Kids Living and Learning with New Media. Cambridge: MIT Press.
- Paccagnella, Luciano. 1997. Getting the seats of your pants dirty: Strategies for ethnographic research on virtual communities نسخة محفوظة 13 فبراير 2013 على موقع واي باك مشين.. Journal of Computer-Mediated Communication 3(1).
- Sugita, Shigeharu. 1987. "Computers in ethnological studies: As a tool and an object," in Toward a computer ethnology: Proceedings of the 8th International Symposium at the Japan National Museum of Ethnology edited by Joseph Raben, Shigeharu Sugita, and Masatoshi Kubo, pp. 9–40. Osaka: National Museum of Ethnology. (Senri Ethnological Studies 20)
- Wittel, Andreas. 2000. Ethnography on the move: From field to net to Internet. Forum Qualitative Sozialforschung / Forum: Qualitative Social Research 1(1).

## وصلات خارجية
- الكمبيوتر بوساطة الأنثروبولوجيا
- دراسات الانترنت
- مركز الأنثروبولوجيا الرقمية (كلية لندن الجامعية)
- مركز أبحاث الإثنوغرافيا الرقمية (جامعة RMIT ، ملبورن)
- مركز إنتل للعلوم والتكنولوجيا (جامعة كاليفورنيا، إيرفين)